# Nena (superkontynent)

Względne położenia kratonów około 1,5 miliarda lat temu wg pracy: Rogers i Santosh, 2002. Kratony:
----
Atlantika
1. pn.-zach. Afryka
2. pn.-wsch. Ameryka Południowa
Ur
3. Kraton Kalahari
4. Kraton Zimbabwe
5. Madagaskar
6. Indie
7. zach. Australia
8. wsch. Antarktyda
Nena
9. Ameryka Północna
10. Grenlandia
11. Syberia
12. Bałtyka

Nena – superkontynent, który powstał około 1800 milionów lat temu i obejmował Syberię, Bałtykę, Grenlandię i Amerykę Północną. 
Około 1 miliarda lat temu Nena połączyła się z kontynentami Atlantiką i Ur, tworząc razem Rodinię. Termin Nena jest akronimem, który pochodzi od angielskiego zdania „Northern Europe and North America”.